# 풍경 (2000년 영화)
《풍경》(Krajinka, Landscape)은 체코에서 제작된 마틴 슐리크 감독의 2000년 영화이다. 루돌프 비어만 등이 제작에 참여하였다. 제73회 아카데미상의 아카데미 국제영화상 부문에 출품되었으나 지명되지는 못했다.

## 출연
- 빌마 치불코바
- 마리안 라부다
- 얀 클라우스

## 기타
- 의상: 카타리나 홀라